# المیرا (آرکانزاس)
المیرا، ارکانساس (به انگلیسی: Almyra, Arkansas) یک منطقهٔ مسکونی در ایالات متحده آمریکا است که در شهرستان آرکانزاس، آرکانزاس واقع شده‌است.

## خصوصیات
المیرا ۱٫۰ کیلومترمربع مساحت و ۲۸۳ نفر جمعیت دارد و ۶۲ متر بالاتر از سطح دریا واقع شده‌است.